# Ibani-Okrika-Kalabari jezici
Ibani-Okrika-Kalabari jezici (ili sjeveroistočni ijo jezici), malena skupina od (3) ijo jezika iz Nigerije, šira atlantsko-kongoanska skupina. Predstavnici su: 
a. Ibani ili bonny, ubani [iby] (Nigerija) 60.000 (1989 UBS) u državi Rivers
b. Kalabari [ijn] (Nigerija), 258.000 (Jenewari 1989), u državi Rivers.
c. Kirike ili okrika [okr] (Nigerija), 248.000 (1995 UBS). U državi Rivers.

## Vanjske poveznice
- Ethnologue (14th)
- Ethnologue (15th)